# Anhumas
Anhumas est une municipalité brésilienne de l'État de São Paulo et la Microrégion de Presidente Prudente.

## Démographie
| Évolution de la population (municipalité) | Évolution de la population (municipalité) | Évolution de la population (municipalité) | Évolution de la population (municipalité) |
| Année                                     | Population                                |                                           | %±                                        |
| ----------------------------------------- | ----------------------------------------- | ----------------------------------------- | ----------------------------------------- |
| 1960                                      | 6 668                                     |                                           | —                                         |
| 1970                                      | 5 609                                     |                                           | −15,9%                                    |
| 1980                                      | 3 421                                     |                                           | −39,0%                                    |
| 1991                                      | 3 242                                     |                                           | −5,2%                                     |
| 2000                                      | 3 411                                     |                                           | 5,2%                                      |
| 2010                                      | 3 738                                     |                                           | 9,6%                                      |
| 2022                                      | 4 023                                     |                                           | 7,6%                                      |
| ,                                         |                                           |                                           |                                           |